# Portrait du sculpteur Paul Lemoyne
Le Portrait du sculpteur Paul Lemoyne est un tableau réalisé vers 1810-1811 à Rome par le peintre français Jean-Auguste-Dominique Ingres. Cette peinture à l'huile sur toile est le portrait en buste du sculpteur Paul Le Moyne (1784-1873). Offert par l'artiste à son sujet, l'œuvre passe plus tard entre les mains de Jean Gigoux, Adrien Fauchier-Magnan puis Henry Lapauze. Achetée en 1932, elle fait partie des collections du musée d'art Nelson-Atkins de Kansas City, dans le Missouri, aux États-Unis.